# Fubei (köpinghuvudort i Kina, Jiangxi Sheng, lat 28,01, long 116,29)
Fubei är en köpinghuvudort i Kina. Den ligger i provinsen Jiangxi, i den sydöstra delen av landet, omkring 85 kilometer sydost om provinshuvudstaden Nanchang. Antalet invånare är 8 980. Befolkningen består av 4 264 kvinnor och 4 716 män. Barn under 15 år utgör 20,0 %, vuxna 15-64 år 71 %, och äldre över 65 år 7,0 %.
Runt Fubei är det tätbefolkat, med 511 invånare per kvadratkilometer. Närmaste större samhälle är Fuzhoushi, 5,4 km öster om Fubei. Trakten runt Fubei består till största delen av jordbruksmark.
Genomsnittlig årsnederbörd är 2 281 millimeter. Den regnigaste månaden är juni, med i genomsnitt 426 mm nederbörd, och den torraste är oktober, med 17 mm nederbörd.